# Juliette Binet
Pour les articles homonymes, voir Binet.
Juliette Binet (née en 1984) est une auteure et illustratrice française en littérature jeunesse.

## Biographie
Juliette Binet est née à Rennes. Elle a vécu à Tours puis à Nantes. Elle a suivi une formation aux Arts décoratifs de Strasbourg. Elle travaille et vit actuellement à Paris,,,,,.

## Distinctions
En 2005, elle est sélectionnée avec «mention spéciale» au concours international d’illustrations de Chioggia . Elle reçoit en 2007 le prix «Ritleng» décerné par la ville de Strasbourg.
En 2008, elle obtient le Grand prix de l’illustration du Musée de l'illustration jeunesse, à Moulins, dans l’Allier. 